# أندريا عمون
أندريا عمون طبيبة ألمانية والمديرة الحالية للمركز الأوروبي للوقاية من الأمراض ومكافحتها (ECDC)، وهي وكالة تابعة للاتحاد الأوروبي (EU) تعزز دفاع أوروبا ضد الأمراض المعدية. ونصحت الحكومة الألمانية بشأن السارس ونوع فيروس الإنفلونزا من النوع الفرعي H2N2 .
في عام 1996، أكملت عمون درجة الدكتوراه في الطب في جامعة لودفيغ ماكسيميليان في ميونيخ، حيث درست نوعية الحياة للمرضى الذين يتلقون علاجًا مسكنًا لأمراض الكبد النقيلي.
انضمت عمون إلى معهد روبرت كوخ في برلين عام 1996. بين عامي 2002 و 2005، كانت رئيسة قسم وبائيات الأمراض المعدية. في معهد روبرت كوخ، كانت عمون مسؤولة عن النظام الوطني الألماني لمراقبة الفاشية، ونسق استجابتها لمتلازمة الالتهاب الرئوي الحاد (سارس) والنوع الفرعي لفيروس الأنفلونزا أ H2N2. كجزء من هذا الجهد، حققت عمون في انتقال السارس على متن الطائرة ووجد أنه غير شائع. وعلى الأرجح فقط إذا طار المصابون خلال مراحل أعراض مرضهم.
في عام 2005، انضمت عمون إلى المركز الأوروبي للوقاية من الأمراض ومكافحتها (ECDC)، حيث تم تعيينها رئيسة للمراقبة.   كانت من أوائل الموظفين في مركز تنمية الطفولة المبكرة، ومنذ ذلك الحين وصفت بأنها «مفيدة» في وضع إستراتيجية المراقبة.  يتطلع المركز الأوروبي لمكافحة الأمراض والوقاية منها (ECDC) إلى توحيد مكافحة العدوى في جميع أنحاء الاتحاد الأوروبي، وضمان ممارسة متسقة حدثت في شبكات الترصد في الدول الأعضاء. وبهذه الصفة، كانت مسؤولة عن تشكيل نظام المراقبة الأوروبي (TESSy)، وهو نظام موحد وطويل الأمد للحصول على البيانات للاتحاد الأوروبي. تم إطلاق TESSy في أبريل 2008.
كانت عمون مسؤولة عن تقييم شبكات المراقبة الأوروبية المخصصة (DSN)، والتي تضمنت شبكات EURO TB و EURO HIV ، ودمجها في نهاية المطاف في إطار ECDC. في عام 2011، أصبحت نائب مدير وحدة إدارة الموارد والتنسيق. بعد ذلك ببضع سنوات، قادت المؤتمر العلمي الأوروبي حول وبائيات الأمراض المعدية التطبيقية. كجزء من المؤتمر، في أعقاب وباء فيروس إيبولا في غرب إفريقيا، أشرفت عمون على جلسات حول الأمراض التي تنتقل عن طريق الأغذية وفيروسات الأمراض الحيوانية والعولمة. خلفت مارك سبرينجر كمدير بالإنابة لمركز تنمية الطفولة المبكرة في 1 مايو 2015. تم تعيينها لاحقًا كمديرة  في 22 مارس 2017 وتولت منصبها في 16 يونيو 2017.  في عام 2017، أعلنت ECDC ومنظمة الصحة العالمية أنه بينما كانت حالات السل في انخفاض في أوروبا، فإن مرض السل فيما يتعلق بفيروس نقص المناعة البشرية كان في ارتفاع.
خلال الوباء COVID-19 ، شاركت عمون في الاستجابة العالمية لأمراض فيروس التاجية. في 26 يناير، نصحت عمون والمركز الأوروبي لمكافحة الأمراض والوقاية منها الحكومات في الاتحاد الأوروبي لتعزيز قدرتها على الرعاية الصحية. لسوء الحظ، كان ECDC قد بالغ في تقدير مخزون معدات الحماية الشخصية وقدرة الاختبارات المعملية في الدول الأعضاء الفردية، مما أدى إلى انتشار كبير لمرض فيروس التاجي في جميع أنحاء أوروبا. وقد قالت منذ ذلك الحين إن الانتشار الواسع لفيروس التاجي في أوروبا يمكن ربطه بعودة المصطافين من رحلات التزلج في أوائل مارس. في أوائل شهر مايو، قدمت عمون أدلة أمام البرلمان الأوروبي بشأن الصحة العامة، وقالت أن المملكة المتحدة كانت وراء دول أوروبية أخرى في استجابتها لمرض فيروس التاجية. في مقابلة مع صحيفة الجارديان في 20 مايو 2020، شددت عمون على أنه من المحتمل أن تكون هناك موجة ثانية من عدوى السارس - CoV - 2 ، «... السؤال هو متى وكيف كبير».
- Friedrich, Alexander W.; Bielaszewska, Martina; Zhang, Wen-Lan; Pulz, Matthias; Kuczius, Thorsten; Ammon, Andrea; Karch, Helge (1 Jan 2002). "Escherichia coli Harboring Shiga Toxin 2 Gene Variants: Frequency and Association with Clinical Symptoms". The Journal of Infectious Diseases (بالإنجليزية). 185 (1): 74–84. DOI:10.1086/338115. ISSN:0022-1899. PMID:11756984. Archived from the original on 2020-06-06.
- Ammon, Andrea; Petersen, Lyle R.; Karch, Helge (1 May 1999). "A Large Outbreak of Hemolytic Uremic Syndrome Caused by an Unusual Sorbitol-Fermenting Strain of Escherichia coli O157:H—". The Journal of Infectious Diseases (بالإنجليزية). 179 (5): 1274–1277. DOI:10.1086/314715. ISSN:0022-1899. PMID:10191236. Archived from the original on 2018-06-09.
- Werber، Dirk؛ Dreesman، Johannes؛ Feil، Fabian؛ van Treeck، Ulrich؛ Fell، Gerhard؛ Ethelberg، Steen؛ Hauri، Anja M.؛ Roggentin، Peter؛ Prager، Rita (3 فبراير 2005). "International outbreak of SalmonellaOranienburg due to German chocolate". BMC Infectious Diseases. ج. 5 ع. 1: 7. DOI:10.1186/1471-2334-5-7. ISSN:1471-2334. PMC:552305. PMID:15691371.{{استشهاد بدورية محكمة}}:  صيانة الاستشهاد: دوي مجاني غير معلم (link)

1. 1 2 3  "Dr Andrea Ammon elected Director for 2017-2022" (بالإنجليزية). 21 Mar 2017.
2. 1 2  "Director of ECDC - Dr Andrea Ammon" (بالإنجليزية).
3. 1 2  "Director of ECDC - Dr Andrea Ammon". European Centre for Disease Prevention and Control (ECDC). مؤرشف من الأصل في 2020-06-14. اطلع عليه بتاريخ 2020-03-14.
4. ↑  Ammon, Andrea (1996). Lebensqualität, Befindlichkeit und psychosoziale Situation unter einer neuen palliativen Therapie von Lebermetastasen: fünf Falldokumentationen (Thesis) (بالألمانية). München.
5. 1 2  Eurosurveillance editorial team (2017). "Third Director of the European Centre for Disease Prevention and Control takes office". Eurosurveillance. ج. 22 ع. 25: 30560. DOI:10.2807/1560-7917.ES.2017.22.25.30560. PMC:5490457. PMID:28662765.
6. ↑  "Dr Andrea Ammon takes up office as ECDC Director". European Centre for Disease Prevention and Control (بالإنجليزية). 14 Jun 2017. Archived from the original on 2019-12-10. Retrieved 2020-05-21.
7. ↑  Breugelmans، J. Gabrielle؛ Zucs، Phillip؛ Porten، Klaudia؛ Broll، Susanne؛ Niedrig، Matthias؛ Ammon، Andrea؛ Krause، Gérard (2004). "SARS Transmission and Commercial Aircraft". Emerging Infectious Diseases. ج. 10 ع. 8: 1502–1503. DOI:10.3201/eid1008.040093. ISSN:1080-6040. PMC:3320400. PMID:15503396.
8. ↑  "Germany strengthens role at Euro CDC (European Centre for Disease Prevention and Control)". 10 يونيو 2005. مؤرشف من الأصل في 2020-07-25. اطلع عليه بتاريخ 2020-05-21.
9. ↑  Ammon, Andrea; Faensen, D. (1 Feb 2009). "Surveillance von Infektionskrankheiten auf europäischer Ebene". Bundesgesundheitsblatt - Gesundheitsforschung - Gesundheitsschutz (بالألمانية). 52 (2): 176–182. DOI:10.1007/s00103-009-0759-y. ISSN:1437-1588. PMID:19194679.
10. ↑  A, Amato-Gauci; A, Ammon (26 Jun 2008). "The Surveillance of Communicable Diseases in the European Union--a Long-Term Strategy (2008-2013)". Euro Surveillance (بالإنجليزية). 13 (26). PMID:18761915.
11. ↑  Authorelena.teagno (28 Apr 2020). "Andrea Ammon". The State of the Union (بالإنجليزية البريطانية). Archived from the original on 2020-07-25. Retrieved 2020-05-21.
12. ↑  "ESCAIDE 2014!" (PDF). ESCAIDE. مؤرشف من الأصل (PDF) في 2019-08-03. اطلع عليه بتاريخ 2020-05-21.
13. ↑  "Andrea Ammon elected as new ECDC director". European Union of General Practitioners (UEMO). 24 مارس 2017. مؤرشف من الأصل في 2020-07-25. اطلع عليه بتاريخ 2020-03-14.
14. ↑  "Director Andrea Ammon". European Commission - European Commission (بالإنجليزية). Archived from the original on 2020-07-25. Retrieved 2020-05-22.
15. ↑  "Dr Andrea Ammon elected Director for 2017-2022". European Centre for Disease Prevention and Control (ECDC). 21 مارس 2017. مؤرشف من الأصل في 2020-03-25. اطلع عليه بتاريخ 2020-03-14.
16. ↑  "Dr Andrea Ammon takes up office as ECDC Director". European Centre for Disease Prevention and Control (ECDC). 14 يونيو 2017. مؤرشف من الأصل في 2019-12-10. اطلع عليه بتاريخ 2020-03-14.
17. ↑  "As Tuberculosis Cases Decline in Europe, HIV/TB Coinfections Rise". contemporaryclinic.pharmacytimes.com. مؤرشف من الأصل في 2020-07-25. اطلع عليه بتاريخ 2020-05-21.
18. ↑  Boffey, Daniel (20 May 2020). "Europe should brace for second wave, says EU coronavirus chief". The Guardian (بالإنجليزية البريطانية). ISSN:0261-3077. Archived from the original on 2020-07-09. Retrieved 2020-05-21.
19. ↑  Wheaton، Sarah (8 أبريل 2020). "'Nothing would have prevented' virus spread, says health agency chief". POLITICO. مؤرشف من الأصل في 2020-06-28. اطلع عليه بتاريخ 2020-05-21.
20. ↑  "UK behind most European states in tackling coronavirus, says EU agency". the Guardian (بالإنجليزية). 4 May 2020. Archived from the original on 2020-07-03. Retrieved 2020-05-21.